# Ateneu de Sant Andreu
L'Ateneu de Sant Andreu, originalment l'Ateneu Obrer de Sant Andreu, és una entitat cultural dedicada a apropar l'art i la cultura al barri de Sant Andreu de Palomar de Barcelona.

## Història
Va ser fundat el primer de maig de 1885 per suplir les deficiències educatives de la classe treballadora de Sant Andreu de Palomar. Fou legalitzat un cop es va acollir a la Llei d'Associacions de juny de 1887 i es va inscriure al Registre oficial d'associacions el 7 de maig de 1902.
La seva tasca original no es limità a la instrucció de nens i adults, i per això organitzava conferències, audicions musicals, representacions de teatre, jocs florals, competicions esportives o cooperativisme de consum.
Inicialment, s'establí al número 263 del carrer Gran de Sant Andreu on es feien classes nocturnes. L'any 1888 es traslladà a can Gordi, al carrer Pons i Gallarza número 10, per fer-hi classes diürnes a nens i nenes. El 1911 s'establí a la Torre Parellada, al número 71 del carrer Abat Odó on el 1934 es construeix l'edifici que actualment encara ocupa.
Desenvolupà la seva tasca des del 1885 fins al final de la guerra, a principis de 1939, ja que fou confiscada i no pogué reprendre l'activitat fins a finals d'any quan s'acollí a la disposició segons la qual les entitats apolítiques recreatives i culturals podien tornar a funcionar. La condició, però, fou que inclogués classes de religió catòlica que serien supervisades pel rector de la parròquia veïna de Sant Pacià. Tanmateix, una falsa denúncia presentada a les autoritats franquistes impedí que reobrís i els locals foren utilitzats en diferents actes de la Falange. Finalment, a finals de la dècada dels seixanta l'Ajuntament de Barcelona hi acomodà el centre de formació professional Juan de la Cierva i després l'Institut de batxillerat Sant Andreu.
Durant els anys vuitanta es constituí l'associació cultural Ateneu Obrer de Sant Andreu de Palomar que reclamà el retorn de les instal·lacions i, després de moltes gestions, l'any 1988 recuperà l'edifici per a l'ús exclusiu de l'entitat.

## Activitat
Actualment, l'Ateneu de Sant Andreu està dedicat a l'art, la cultura i l'esbarjo i té una àmplia oferta d'activitats i cursos de teatre, dansa, arts aplicades, millora del cos i la ment i moltes altres activitats.